# تونس الكبرى
تونس الكبرى هو إقليم يتبع جغرافيا إقليم الشمال الشرقي التونسي، ويضم ولايات تونس وأريانة وبن عروس ومنوبة، أي مدينة تونس وما حولها (ضواحيها). تبلغ مساحتها الجملية أكثر من 2000 كم2. تعدّ 4 ملايين نسمة وتحتضن أيضا العاصمة والمدينة الأولى اقتصاديا كذلك بها العديد من المناطق الصناعية الكبرى على غرار المنطقة الصناعية بن عروس، قصر سعيد، الشرقية 1&2، ووادي الليل... بها مدن ساحلية تعد الأجمل في البلاد على غرار سيدي بوسعيد والمرسى وقرطاج وقمرت.. ولايات تونس الكبرى تسمى أيضا العاصمة وضواحيها تتصل فيما بينها بوسائل نقل متطورة وشبه متطورة خاصة وعامة.. كالحافلات الميترووات والقطارات الخفيفة حيث يربط الميترو 1 ساحة برشلونة ببن عروس والميترو 2 ساحة الجمهورية بأريانة والميترو 3 ساحة برشلونة بابن خلدون والميترو 4 ساحة برشلونة بمنوبة والميترو 5 ساحة برشلونة بحي الانطلاقة والميترو 6 تونس البحرية بالمروج.. فيما يربط قطار الضواحي الشمالية تونس البحرية بالمرسى وقطار الضواحي الجنوبية ساحة برشلونة بحمام الشاطئ مرورا برادس وحمام الأنف.. وباقي المناطق ترتبط بالحافلات العامة تسمى باللهجة التونسية «الكار الصفرا» نسبة للونها الأصفر وأيضا الحافلات الخاصة وتسمى TUS و TCV.. العديد من الفرق الرياضية تمثل تونس الكبرى على رأسها فريقي الترجي الرياضي التونسي و النادي الأفريقي التونسي و الملعب التونسي.

## مقالات ذات صلة
- مدينة كبرى
- صفاقس الكبرى